# Língua ruainga
Ruainga (Ruáingga) é uma língua indo-ariana falada pelos ruaingas (rohingyas) em Bangladexe e Mianmar. É muito próxima à língua chatigonesa que é falada em Chatigão, Bangladexe.

## Fonologia

### Consoantes
O rihingya apresenta 25 fonemas consoantes originais. Há alguns outros fonemas oriundos de línguas estrangeiras com o árabe, bengali, birmanês, urdu.
|             |          | Bilabial | Labio-dental | Dental/ Alveolar | Retroflexa | Palatal | Velar | Glotal |
| ----------- | -------- | -------- | ------------ | ---------------- | ---------- | ------- | ----- | ------ |
| Plosiva     | surda    | p        |              | t̪                | ʈ          |         | k     | ʔ      |
| Plosiva     | sonora   | b        |              | d̪                | ɖ          | ɟ       | ɡ     |        |
| Nasal       | Nasal    | m        |              | n                |            | ɲ       | ŋ     |        |
| Fricativa   | surda    |          | f            | s                |            | ʃ       | x     | h      |
| Fricativa   | sonora   |          |              | z                |            |         |       |        |
| Oclusiva    | Oclusiva |          |              | ɾ                | ɽ          |         |       |        |
| Aproximante | central  | w        |              |                  |            | j       |       |        |
| Aproximante | lateral  |          |              | l                |            |         |       |        |

### Vogais
|              | Anterior | Posterior |
| ------------ | -------- | --------- |
| Fechada      | i        | u         |
| Meio fechada | e        | o         |
| Meio aberta  | e        | ɔ         |
| Aberta       | a        | a         |

São seis as vogais e há muitos ditongos em ruainga. Eles se contrastam entre "O aberto" ([ɔ]) e "O fechado-o" ([o]) pelo uso de diferentes grafias /o/ - /ó/ e /ou/ e /óu/, respectivamente.

### Toes
Vogais marcadas por acentos indicam vogais "fortes".  A duplicação de uma vogal indica o alongamento da mesma.  Assim, os tons são marcados pela arranjo da localização de uma vogal acentuada num par alongado:⟨aá⟩ e ⟨áa⟩.

## Sistema de escrita
Muitos sistemas de escrita foram usados, como o árabe, o hanifi e o latino.

### Alfabeto árabe
Os primeiros textos em ruainga no alfabeto árabe foram escritos por volta do século XVIII, prática incentivada pelo extenso uso de urdu pela população.
Hoje, há esforços para codificar em Unicode a versão do alfabeto árabe usada para o ruainga.

### Alfabeto hanifi
Um alfabeto especial foi criado com base no árabe, também usando letras do latino e do birmanês. Embora muito criticado por ser de difícil leitura, é frequentemente usado, inclusive estando em processo de codificação em Unicode.

### Alfabeto latino
Usa-se uma adaptação do alfabeto latino, com presença do acento agudo podendo atingir as cinco vogais e as letras adicionais ç e ñ.